# میدان رمیله
میدان رمیله (به عربی: حقل الرميلة) میدان نفتی، در جنوب عراق و در استان بصره، در ۳۲ کیلومتری از مرز کویت قرار دارد. ذخیره درجای نفت این میدان معادل ۱۷ میلیارد بشکه (۱۲٪ درصد ذخایر نفت عراق) برآورد شده است و میزان تولید نفت خام آن، به‌طور متوسط ۱٫۳۳۰٫۰۰۰ بشکه در روز می‌باشد.
میدان رمیله در سال ۱۹۵۳ کشف شد و هم‌اکنون متعلق به شرکت بی‌پی (۳۸٪ درصد)، شرکت ملی نفت چین (۳۷٪ درصد) و وزارت نفت عراق (۲۵٪ درصد) می‌باشد.